# Anders Brodin (sångare)

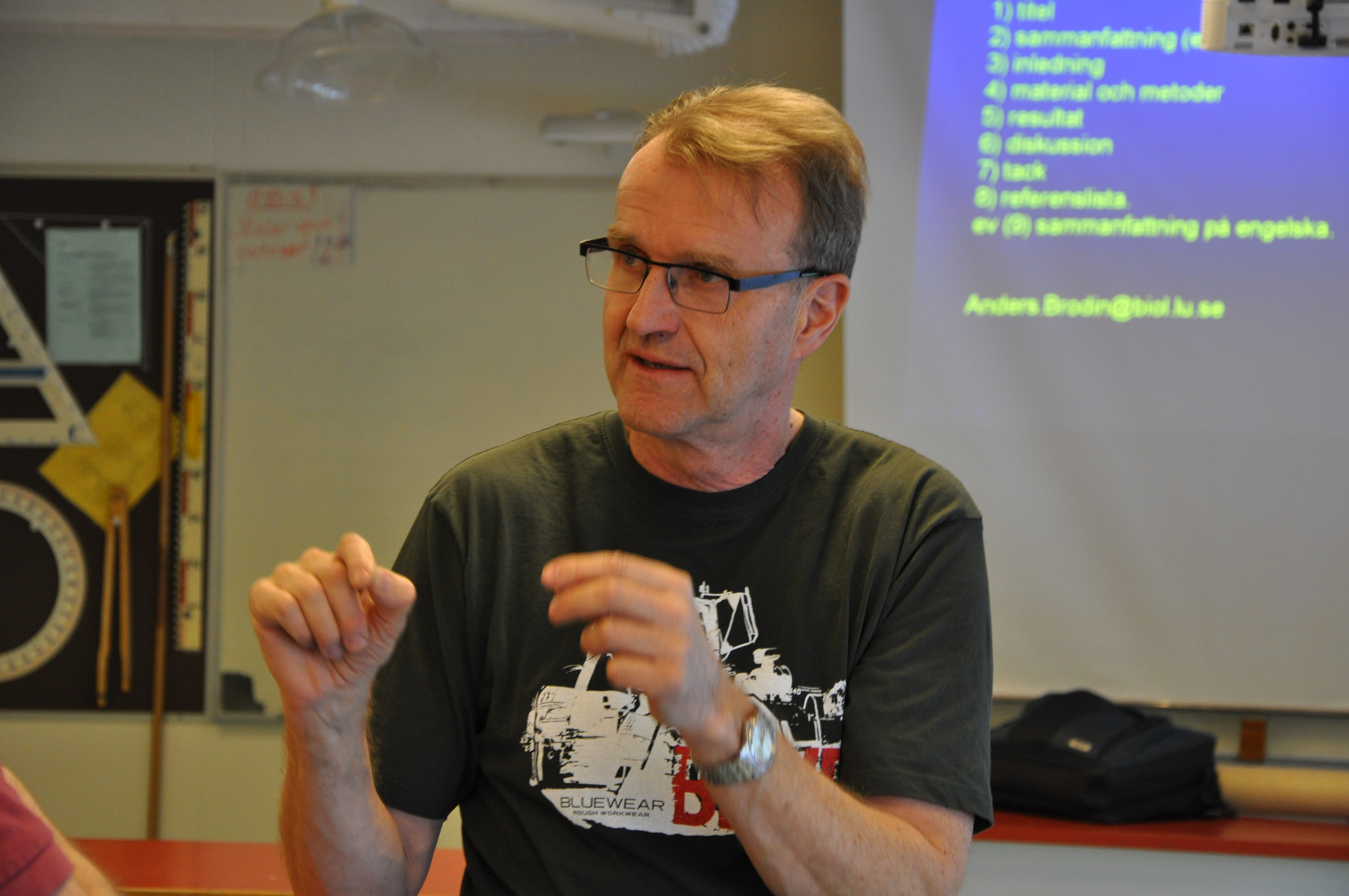

Stig Anders Brodin, född 8 december 1961 i Farsta är en svensk rocksångare och försäljare. 
Han deltog i Sundsvalls punkscen och startade 1979 bandet Brända Barn som blev ett mycket populärt band innan det upplöstes 1984. Efter ytterligare några år inom musiken flyttade Brodin 1986 till Stockholm där han kom att jobba som försäljare och sälj-marknadschef för Pripps  och senare Carlsberg fram till 2004. Därefter har han jobbat som försäljningschef för Wasabröd/Barilla I intervjuer gjorda på senare år har Brodin uppgivit att han enbart spelat musik i samband med de sporadiska återföreningarna av Brända Barn (1987, 1991, 1999, 2003).